# Catherine Örmen
Catherine Örmen est conservatrice du patrimoine et une historienne de la mode.
Elle a publié plusieurs ouvrages de référence sur ce sujet. Notamment Comment regarder la Mode, Histoire de la Silhouette, Grand prix 2010 du livre de mode de l'université de Lyon, et L'Art de la mode prix coup de cœur du jury du Drouot des amateurs du livre d'art, 2015.

## Biographie
Après une année à Sciences Po Paris, Catherine Örmen s'oriente en suivant son « goût pour l'art de la mode » en entrant à l'École du Louvre tout en suivant la formation au stylisme du Studio Berçot. Après avoir obtenu les diplômes de muséologie et de deuxième cycle, elle se présente au concours de la toute nouvelle École du patrimoine ce qui lui permet d'accéder au titre de conservateur du patrimoine.
En 1988, Catherine Örmen est chargée, en tant que conservateur du patrimoine, de créer un musée de la mode à Marseille. Ce projet de Maryline Bellieud-Vigouroux de l'Institut Mode Méditerranée lui permet d'organiser diverses manifestations tout en préparant l'ouverture du musée, puis de poursuivre après son ouverture en 1989 jusqu'à son départ en 1995. Cette première expérience professionnelle lui permet d'aller à Paris prendre le poste de conservateur des collections du XXe siècle au Musée de la mode et du textile. Elle doit notamment préparer le fonds pour une réouverture de ce musée. En parallèle, elle continue à participer dans des ouvrages et catalogues. En 1998, Catherine Örmen, quitte le musée pour s'orienter vers une carrière indépendante.
Elle écrit plusieurs ouvrages sur l'histoire de la mode tout en continuant à participer à des œuvres collectives, enseigne l'histoire de la mode et est ponctuellement commissaire d’événements et d'expositions, comme celle intitulée Marseille M la Mode, organisée en 2013 à Marseille par la Maison Méditerranéenne des Métiers de la Mode (MMMM). En 2009, elle consacre un ouvrage complet à l'histoire de la Fédération Française du Prêt à Porter Féminin, à l'occasion des 80 ans de la Fédération.
En 2015, Catherine Örmen publie, aux éditions Citadelles et Mazenod, un « ouvrage de référence », de 600 pages, intitulé L'Art de la Mode. Il est notamment, remarqué par le jury du Drouot des amateurs du livre d'art qui lui attribue son prix coup de cœur, et par Catherine Millet qui souligne, dans Art Press, le « travail gigantesque » effectué par l'auteur. 

## Prix
- 2010, Grand prix du livre de mode par l'université de la Mode (Université Lumière-Lyon-II), pour Comment regarder la Mode, Histoire de la Silhouette aux éditions Hazan[9]
- 2015, prix coup de cœur du jury du Prix Drouot des amateurs du livre d'art, pour son ouvrage L'art de la mode paru chez Citadelles & Mazenod[7].

## Commissaire d'exposition
Sélection d'expositions dont le commissaire est Catherine Örmen :
- 1994 : Corps drapés autour de la Méditerranée, Musée de la mode, Marseille[10],
- 2007 : L'étoffe des héroïnes, Petit Palais, Musée des Beaux-Arts de la Ville de Paris[11],
- 2012 : Lingerie française, XIXe – XXIe siècle, Espace Pierre-Cardin, Paris[12]. Cette exposition devient ensuite « itinérante »[13], elle est présentée la même année à Londres, Dubaï et Shanghai, puis, en 2013 à New York, Moscou, Berlin et Toronto, en 2014 à Tokyo et Barcelonne. Elle termine son périple au pavillon français de l'Exposition universelle de 2015 à Milan[14].

## Publications

### Ouvrages
- Pierre-Lin Renié (Collaborateur) (photogr. Joël Laiter), L'Album de famille : Almanach des modes, Hazan, coll. « Patrimoine », 1999, 133 p. (ISBN 978-2-85025-705-6, BNF 37056461),
- Modes XIX-XXe siècle, Hazan, coll. « Paves », 2000, 554 p. (ISBN 978-2-85025-730-8, BNF 37205070),
- avec Chantal Thomass, Histoire de la Lingerie, Éditions Perrin, 2009, 267 p. (BNF 41459510),
- Comment regarder la Mode : Histoire de la Silhouette, Hazan, coll. « Guide des arts », 2009, 335 p. (ISBN 978-2-7541-0720-4, BNF 42112702),
- Saga de mode : 170 ans d'innovations, Editions ESMOD, coll. « ESMOND », mai 2011, 160 p. (ISBN 978-2-909617-34-3, BNF 42639919),
- Brève histoire de la mode, Paris, Hazan, coll. « Brève histoire... », septembre 2011, 208 p. (ISBN 978-2-7541-0514-9, BNF 42522139),
- Lingerie française : XIXe – XXIe siècle (photogr. Gilles Berquet) (Catalogue d'exposition bilingue), Paris, Éditions Plon, juillet 2012, 160 p. (ISBN 978-2-259-21904-4, BNF 43564789),
- Carine Girac-Marinier (dir.) (préf. Inès de La Fressange), Un siècle de mode, Paris, Larousse, coll. « Mode », novembre 2012, 128 p. (ISBN 978-2-03-587455-9, BNF 42754600),
- Dior for ever, Paris, Larousse, coll. « Mode », novembre 2013, 128 p. (ISBN 978-2-03-589360-4, BNF 43727996),
- L'Art de la Mode, Citadelles et Mazenod, octobre 2015, 600 p. (BNF 44414134),
- All about Yves, Larousse, coll. « Beaux livres Larousse », 2016, 128 p. (ISBN 978-2-03-590916-9).

### Articles
- « Sacrée mode ! », Transversalités, no 108,‎ avril 2008, p. 153-158 (lire en ligne)

### Interview
- [vidéo] Catherine Örmen : "L'art de la mode", interview par Philippe Vallet (France Info) sur Dailymotion,
- « Vous m'en direz des nouvelles ! : Catherine Örmen, l'Art de la Mode, par Jean-François Cadet », sur RFI, 2016.